# Csonka Zsófia
Csonka Zsófia (Pécs, 1983. szeptember 12. –) Európa-bajnok magyar sportlövő.

## Sportpályafutása
Légpisztollyal 1996-ban serdülő, 1997-ben és 1998-ban ifi a légfegyveres ob-n második volt. Az 1997-es egyéni serdülő ob-n bajnok volt ugyanebben a fegyvernemben. Az 1999-es junior Eb-n egyéniben 34., csapatban 5. volt. 2000-ben junior és ifi sportpisztolyos magyar bajnok lett. Légpisztollyal ifi bajnok és junior 3. lett. A junior légfegyveres Eb-n légpisztollyal 33., csapatban 9. volt.
2001-ben, 2002-ben és 2003-ban a felnőtt ob-n sportpisztollyal második a junioroknál bajnok volt. 2001-ben junior Eb-n sportpisztollyal 19. helyen végzett. A következő évben légpisztollyal is felnőtt második és junior bajnok volt. A junior vb-n légpisztollyal hetedik, csapatban negyedik, sportpisztollyal negyedik, csapatban második volt. A junior Eb-n légpisztollyal 8., csapatban második volt. 2003-ban felnőtt és junior bajnok lett légpisztollyal. Az junior Európa-bajnokságon sportpisztollyal 13., csapatban 5., légpisztollyal első, csapatban harmadik lett. A csangvongi vk versenyen első lett légpisztollyal, ami olimpiai kvótát ért. 2004-ben sportpisztollyal szerzett bajnoki bronzérmet. Légpisztollyal nem jutott a döntőbe. Az Európa-bajnokságon légpisztollyal 21., csapatban 9. lett. Az olimpián légpisztollyal 26., sportpisztollyal 30. volt.
2005-ben légpisztollyal magyar bajnok, sportpisztollyal második volt. Az Európa-bajnokságon légpisztollyal hatodik, csapatban negyedik lett. Sportpisztollyal hatodik, csapatban tizedik helyen végzett. A következő évben a sportpisztoly magyar bajnoka lett. Légpisztollyal negyedik volt. A világbajnokságon sportpisztollyal 46., légpisztollyal 34. volt. Az Európa-bajnokságon légpisztollyal 35. volt. 2007-ben ismét bajnok lett légpisztollyal. Az Európa-bajnokságon sport- és légpisztollyal is 20. volt. Májusban a bangkoki vk versenyen ötödik lett és ezzel olimpiai kvótát szerzett. Az universiadén légpisztollyal 16. helyen végzett. 2008-ban a pekingi vk versenyen második lett. Ebben az évben légpisztollyal ob második, Eb 38. és olimpiai 29. volt. Az ötkarikás játékokon sportpisztollyal 32. lett.
2009-ben Az Eb-n légpisztollyal hetedik, csapatban ötödik volt. Sportpisztollyal 48. lett. 2010-ben Eb ezüstérmet szerzett légpisztollyal. A világbajnokságon 35. helyezett volt légpisztollyal, 13. sportpisztollyal. Az egyetemi és főiskolai sportlövő-világbajnokságon 2. volt a sportpisztolyosok egyéni versenyében valamint csapatban is. A következő évben sportpisztollyal Eb 11. lett. márciusban a Bajnokok-Olympia SE-be igazolt. A sydney-i és a müncheni vk versenyen ötödik helyen végzett. Utóbbi eredményével olimpiai kvótát szerzett. A sportlövő Eb-n sportpisztollyal 12., csapatban hatodik volt.
2012 januárjában eligazolt az Olympia SE-ből és a Pécsi Sport Nonprofit Zrt. versenyzője lett. A 2012-es légfegyveres Eb-n légpisztollyal csapatban második, egyéniben ötödik lett. A londoni vk-versenyen légpisztollyal 20., sportpisztollyal 14. volt. A sorozat Milánói állomásán légpisztollyal 33., sportpisztollyal szétlövésben maradt le a döntőről. Münchenben 24. volt sportpisztollyal. Az olimpián légpisztollyal a 16. helyen végzett. Sportpisztollyal a selejtezőben hatodik volt, egy körrel lemaradva a dobogótól. A fináléban -bár a verseny alatt állt már a negyedik helyen is- nem tudott javítani és a hatodik helyen végzett.
2013-ban a légfegyveres Európa-bajnokságon pisztollyal egyéniben 32., csapatban ötödik lett. 2014-ben, egy hosszabb sérülést (részleges vállszalagszakadás) követően a moszkvai légfegyveres Európa-bajnokságon pisztollyal egyéniben 22., csapatban 6. lett. A világbajnokságon sportpisztollyal egyéniben 45., csapatban nyolcadik helyen végzett. Légpisztollyal 44., csapatban bronzérmes volt. 2015-ben a légfegyveres Európa-bajnokságon egyéniben a 39., csapatban a hetedik helyen zárt. A 2015. évi Európa-játékokon légpisztollyal 27., sportpisztollyal 23. volt. A maribori Európa-bajnokságon a sportpisztolyos 30+30 lövés versenyszámban aranyérmet nyert. Ezzel olimpiai kvótát szerzett. csapatban negyedik lett. A 2016-ban a légpisztoly Európa-bajnokságon egyéniben 44., csapatban 3. helyezést szerzett. Az olimpián a női 25 méteres sportpisztolyosok versenyében a 10. helyen végzett.
2017-ben sportpisztollyal 14. lett az Eb-n.
A 2022-es Európa-bajnokságon sportpisztollyal 25., csapatban ötödik lett.

## Tanulmányai
A Pécsi Református Gimnáziumban érettségizett 2002-ben, majd a Semmelweis Egyetem Testnevelési és Sporttudományi Karán szakedzői képesítést szerzett 2009-ben. Ezután egy évet a Madridi Egyetem kommunikációs szakán volt hallgató.

## Díjai, elismerései
- Az év magyar sportlövője (2003, 2010, 2011, 2012, 2015[18])
- Magyar Bronz Érdemkereszt (2012)